# Рашмор
43°52′44″ пн. ш. 103°27′33″ зх. д. / 43.878888888889° пн. ш. 103.45916666667° зх. д.
Національний меморіал Гора Рашмор (англ. Mount Rushmore National Memorial) лежить біля міста Кістоун у Південній Дакоті, США. Гора відома тим, що в її гірській породі висічені 18-ти метрові голови чотирьох президентів США: Джорджа Вашингтона, Томаса Джефферсона, Теодора Рузвельта й Авраама Лінкольна (на зображенні зліва направо). Меморіал займає площу 5,17 км², перебуває на висоті 1745 м над рівнем моря.

## Скульптури
Гора Рашмор складається переважно з граніту. Меморіал висічено на північно-західній околиці гранітного батоліту Блек-Елк-Пік.
Чотири голови в скульптурній композиції зображають 4-х видатних президентів США, що зробили внесок у перші 150 років існування держави:
- Джордж Вашингтон — увіковічнений як засновник США внаслідок Американської революції, коли американські колонії Британії вибороли незалежність.
- Томас Джефферсон — уособлює експансію США, оскільки купівля ним території Луїзіани у Франції в 1803 році дозволила молодій країні подвоїти свої розміри та розширюватися на захід.
- Теодор Рузвельт — перетворив США на глобальну силу, відігравши ключову роль у створенні Панамського каналу між Атлантичним і Тихим океанами, поклав край корпоративним монополіям, створив 150 національних лісів, 5 національних парків та 55 заповідників, які стали Національною системою заповідників дикої природи в 1903 році.
- Авраам Лінкольн — зберіг США під час Громадянської війни 1861—1865 років, і добився скасування рабства в країні. Якщо слідувати хронології, він мав би передувати Рузвельту.

Їхні обличчя заввишки приблизно 18 метрів.
Гора Рашмор є національним пам'ятником США. Щорічно меморіал відвідує близько 2,5 млн туристів.
Близько 15 км на південний захід від гори Рашмор розташований пам'ятник вождя Шаленого Коня.

## Історія

### Передумови створення
Земля, на якій розташована гора Рашмор, належала корінним американцям, зокрема племені лакота. Воно оселилося в цьому регіоні після того, як європейські поселенці вигнали їх із території сучасних Вісконсина та Міннесоти. Лакота знову були вигнані, коли уряд США заснував штат Південна Дакота в 1889 році. Вони називали гору «Шість дідів» (лакота — Tȟuŋkášila Šákpe). Назва «Рашмор» дана на честь нью-йоркського юриста Чарльза Е. Рашмора, який відвідав цей район у 1885, щоб оглянути олов'яний рудник.
Коли в 1920-х роках у регіоні з'явилися перші автомагістралі, зародилася ідея створити монумент, який би приваблював туристів. У 1923 році історик штату Південна Дакота, Двейн Робінсон, який раніше ініціював зображення знаменитих аборигенів і постатей США на скелі в Кастерському національному парку, запропонував вирізьбити зображення дослідників Мерівезера Льюїса та Вільяма Кларка, а також шоумена Баффало Білла Коді та вождя лакота Червоної Хмари. Скульптор Гатзон Борглум, найнятий для проєктування та виконання скульптури, наполіг, що скеля там надто пошкоджена ерозією і нестійка. Він обрав гору Рашмор із твердою гранітною скелею. Борглума була інша ідея: замість фігур, пов'язаних з Диким Заходом та американським фронтиром, він хотів створити масштабні барельєфи деяких найвидатніших президентів країни.
Збір коштів для проєкту гори Рашмор відбувався повільно. Місцеві бізнесмени внесли лише кілька сотень доларів. Двейн Робінсон разом із Пітером Норбеком, колишнім губернатором Південної Дакоти, а тоді сенатором США, закликали законодавчі збори штату виділити 10 тис. доларів, але їм це не вдалося. Але влітку 1927 року президент США Келвін Кулідж вирішив провести відпустку в Блек-Гіллз. Норбек скористався цим, щоб переконати президента в перспективності задуму. У 1928 році Норбек зміг отримати від Конгресу асигнування на суму 250 тис. доларів.

### Виконання
Вивчивши граніт на горі Рашмор, Борглум створив масштабну модель скульптури, яка показувала, як можна розмістити обличчя чотирьох президентів. Такі великі різьблені обличчя раніше не робили, тому довелося вирішити серйозні будівельні проблеми. Спершу побудували довгі сходи, щоб робітники могли підніматися на вершину, звідки їх спускали за допомогою мотузок та обв'язок до місця роботи.
Роботи над меморіалом почалися в жовтні 1927 року, і тривала 14 років. Більші фрагменти скелі підривалися динамітом, закладеним у попередньо пробурені свердловини. Біля гори працювала майстерня, щоб заточувати бури, коли вони затуплювалися. Далі сотні робітників працювали зубилами й молотками, сточуючи камінь, аби надати деталей. Значна частина з 450 тис. тонн каменю, вилученого в процесі, лишилася біля основи меморіалу. Федеральний уряд сплатив майже 1 млн доларів за виконання скульптури, а решта коштів надійшли з приватних пожертв. 
Голову Вашингтона завершили в 1930 році, Джефферсона в 1936 році, Лінкольна в 1937 році і Рузвельта в 1939 році. За первісним задумом голова Томаса Джефферсона мала бути розташована праворуч від Вашингтона. Та оскільки граніт виявився дефектним, Борглум був змушений розмістити Джефферсона ліворуч від Вашингтона. У 1932 році кошти закінчилися, і роботу довелося припинити. Тривала Велика депресія, проте з початком президентства Франкліна Рузвельта в 1933 році, гроші стали доступними завдяки федеральній допомозі з безробіття, що дозволило найняти бригаду з 50 робітників. У 1936 році Рузвельт приїхав до Південної Дакоти для участі в своїй передвиборчій кампанії та відвідав церемонію відкриття голови Джефферсона. На відкриття скульптурної композиції 2 липня 1939 році зібралися 12 тис. людей. Але Борглум вважав її неготовою і наступного року додав декілька зморшок для більшого реалізму.
Борглум помер у березні 1941 року, за кілька місяців до того, як скульптура була закінчена. Син Борглума, Лінкольн, взяв на себе завершення проєкту, що закінчилося в жовтні 1941 року.

### Ремонти та розширення
Протягом багатьох років розширювалася навколишня інфраструктура, щоб полегшити доступ туристів до меморіалу. В 1976 році відкрили Алею Прапорів, оточену з обох боків прапорами 56 штатів і територій США. У 1989 році Служба національних парків та Меморіальне товариство гори Рашмор розпочали дослідження гори для виявлення тріщин і встановлено систему моніторингу для виявлення зрушень у граніті. У 1991 році, на 50-ту річницю завершення будівництва меморіалу, президент Джордж Буш-старший повторно відкрив його.
Капітальний ремонт, завершений у 1998 році, додав терасу та амфітеатр у кінці Алеї прапорів; Президентську стежку, з якої можна побачити скульптуру ближче; та Музей Лінкольна Борглума, в якому представлені експонати з історії меморіалу. У збереженій студії скульптора представлені інструменти, що використовувалися для різьблення, та масштабна модель скульптури.

Лазерне сканування гори Рашмор, проведене у травні 2010 року, детально задокументувало тодішній вигляд скульптури.

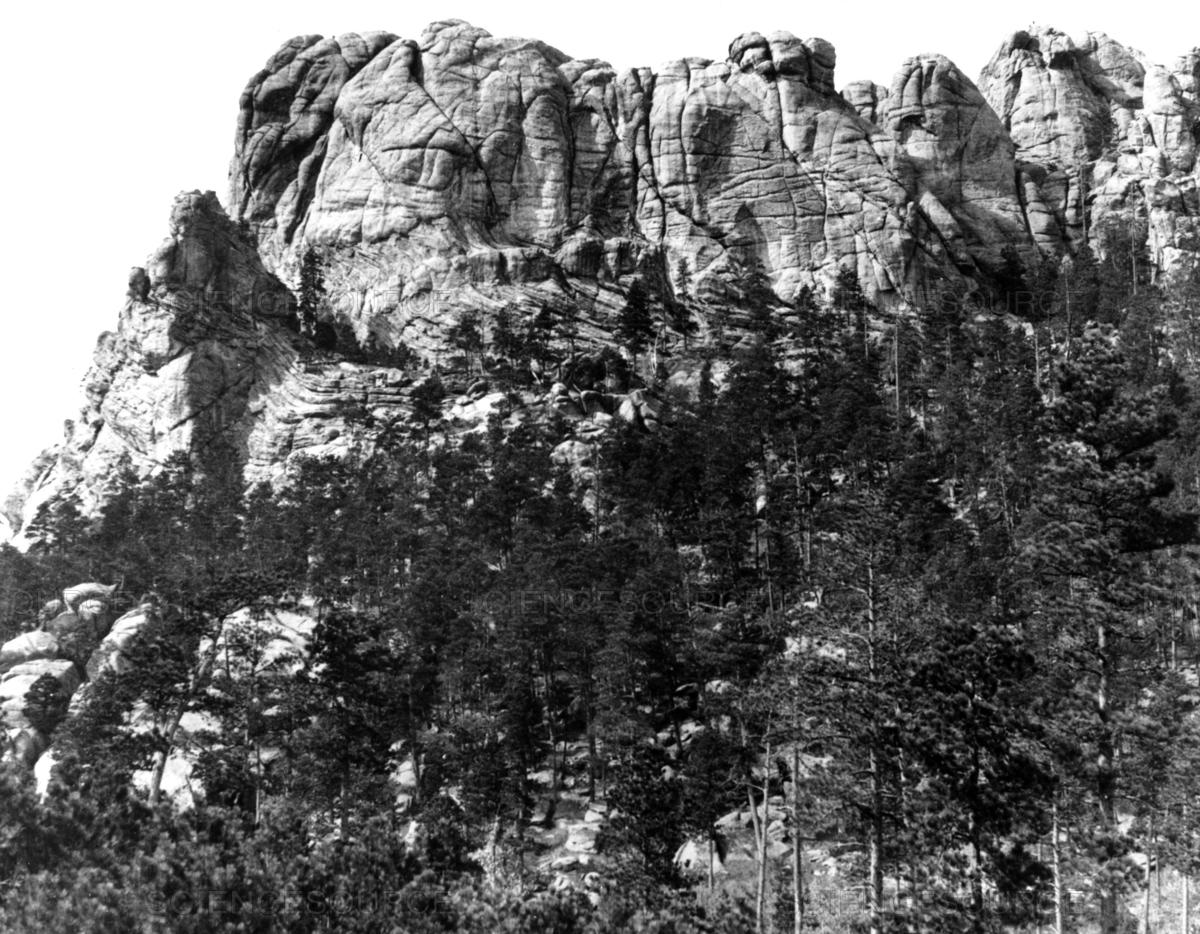
Первозданний вид на гору Рашмор, 1905 рік
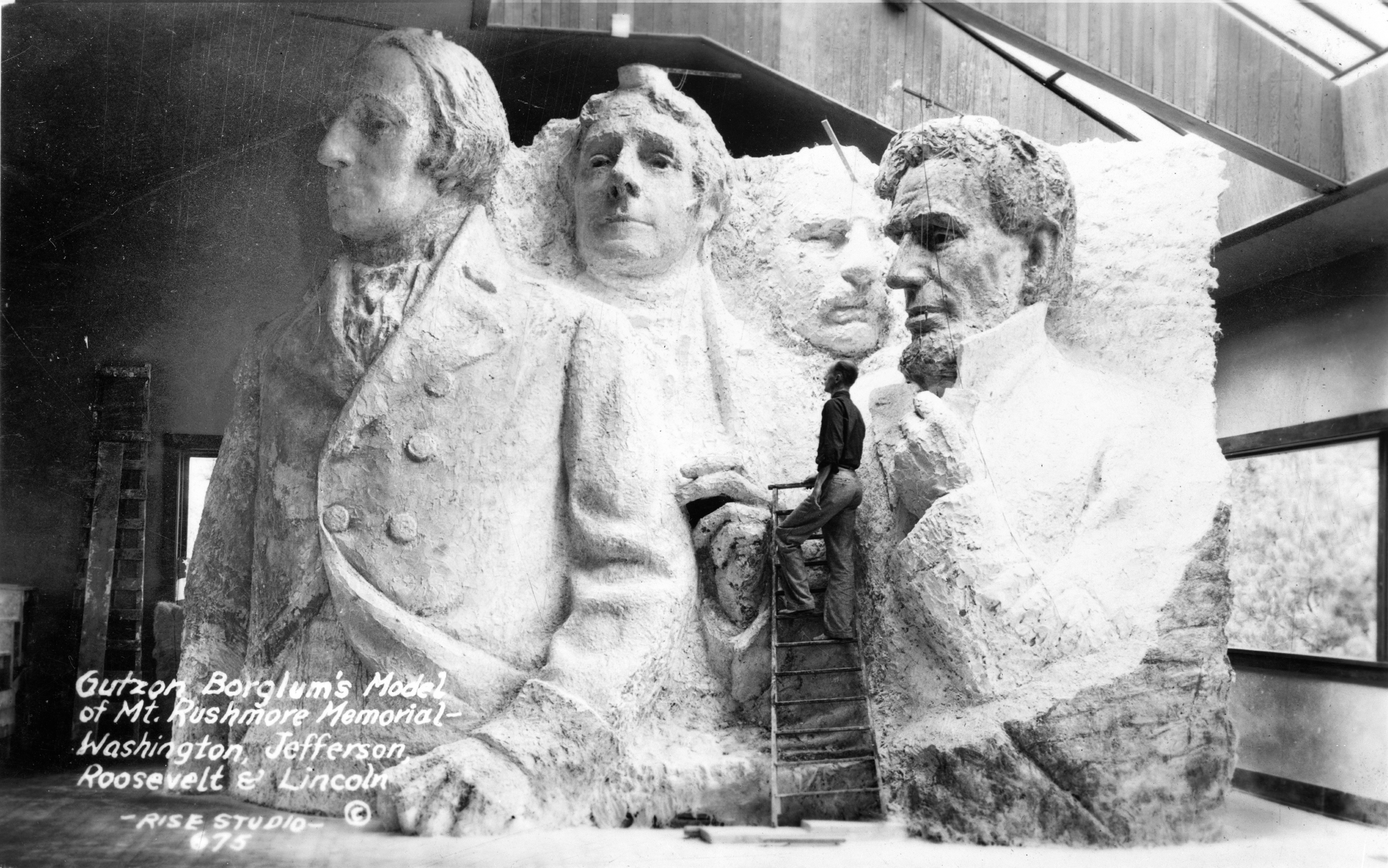
Модель монумента близько 1936 року
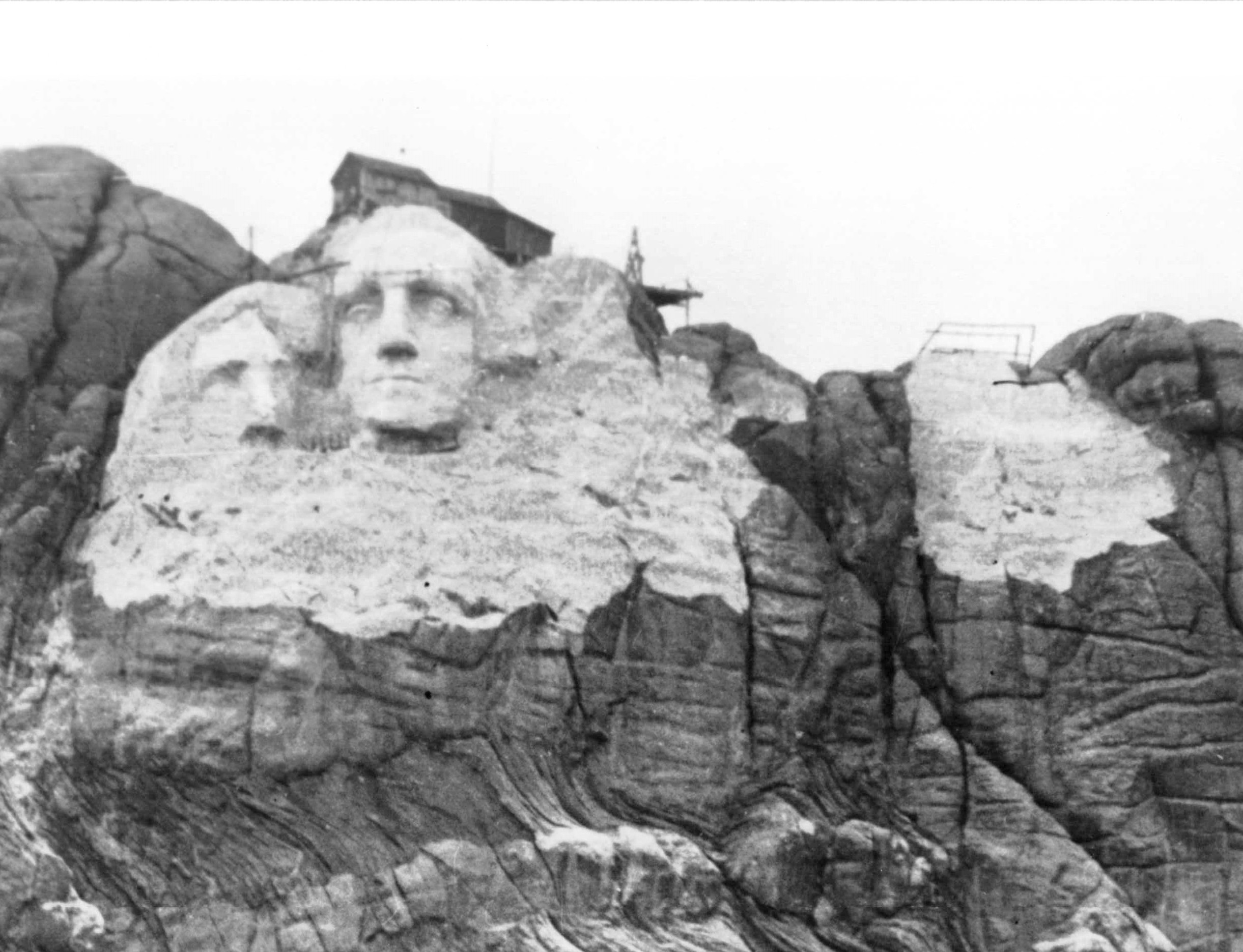
У процесі виконання
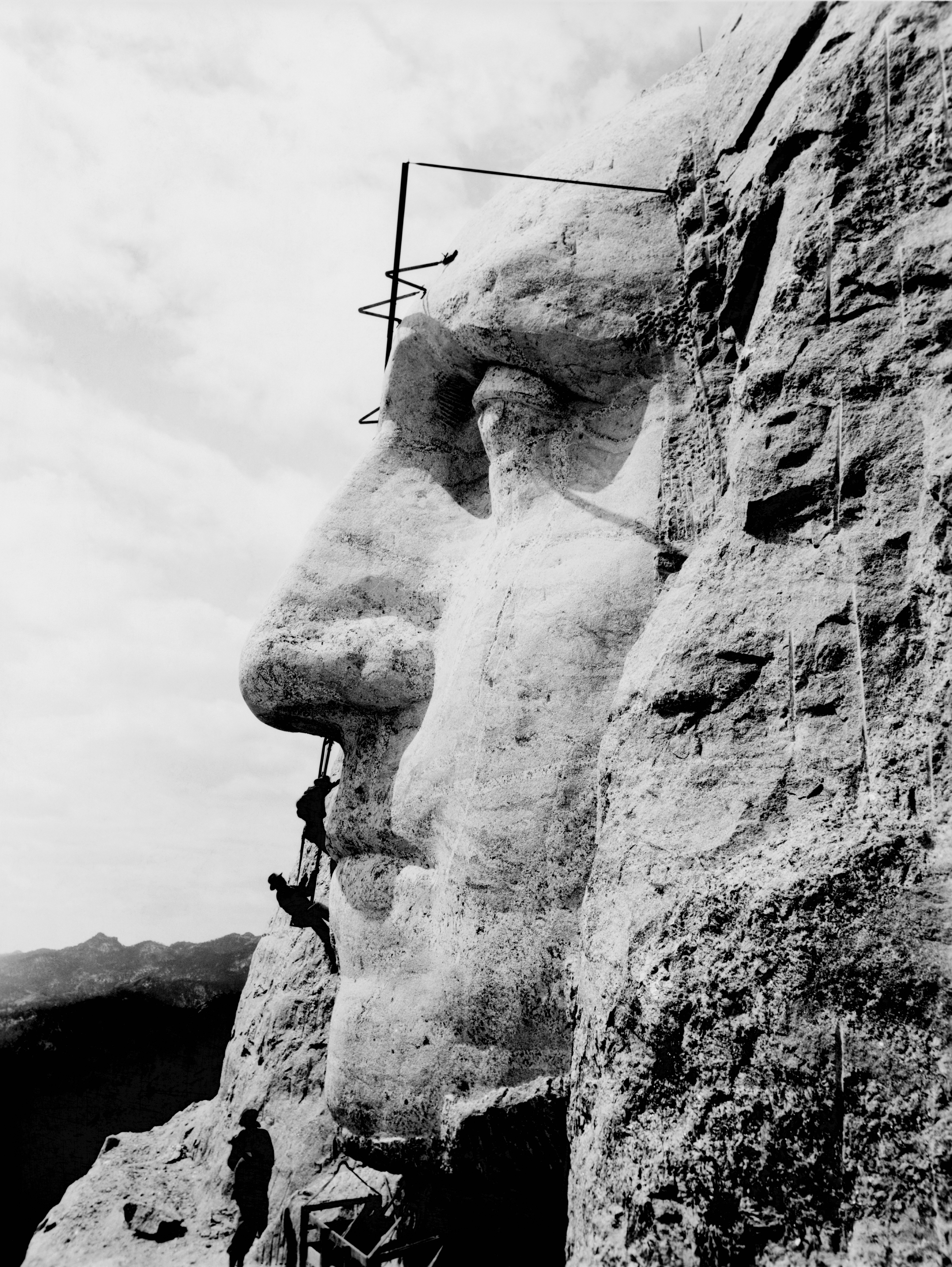
Близько 1932 року
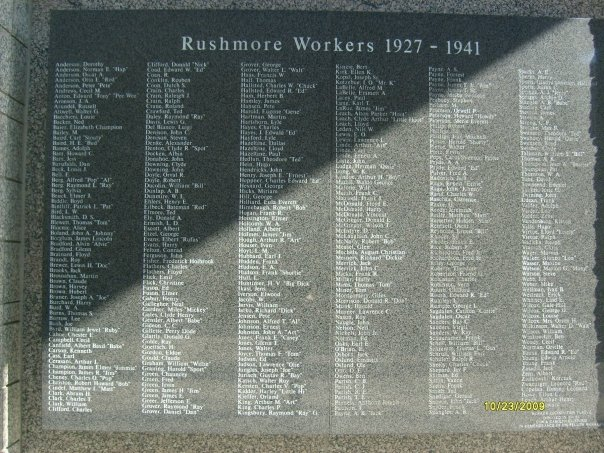
Пам'ятна плита з іменами робітників

## Пропозиції додаткових облич
У 1937 році, коли скульптура ще не була завершена, законопроект у Конгресі пропонував додати обличчя активістки за права жінок Сьюзен Ентоні, але не був прийнятий. Після завершення скульптури в 1941 році, скульптори заявили, що решта скелі не підходить для додаткових скульптур. RESPEC, інженерна фірма, відповідальна за моніторинг стабільності скелі, підтвердила це у 1989 році. Попри це після 1941 року висловлювалися офіційні пропозиції додати обличчя:
- Джона Кеннеді — після його вбивства в 1963 році[9].
- Рональда Рейгана — у 1985 та 1999 роках[9][10].
- Барака Обами — у 2008[9].
- Дональда Трампа — у 2025[11].

## Протести проти існування меморіалу
Рух американських індіанців (AIM) на початку 1970-х років рішуче заперечував проти існування меморіалу, оскільки він уславлює тих, хто вигнали аборигенів з їхніх земель. У 1980 році тривалий позов народу сіу проти уряду США призвів до пропозиції виділити їм близько 600 млн доларів як компенсацію. Однак народ сіу відмовився прийняти ці гроші, заявивши, що землі Блек-Гіллс не продаються. Подальший позов у 1980 році був відхилений федеральним судом, і суперечка залишається невирішеною.

## У популярній культурі
- У фільмі «На північ через північний захід» гора була місцем дії вирішальних подій[12];
- У мультфільмі «Команда Америка: світова поліція» гора Рашмор виявляється місцем, де планує свої вилазки команда по боротьбі з тероризмом[12];
- У фільмі «Скарб нації: Книга таємниць» гора — місце, де розташовується знайдене індіанське золоте місто[12];
- При оформленні альбому рок-групи Deep Purple «In Rock» використаний образ пам'ятника з особами президентів заміненими на обличчя членів групи[13];
- У фільмі «Миротворець» з Дольфом Лундгреном гора Рашмор була вибрана терористами як мішень для демонстрації наявності у них ядерної зброї і готовності її застосувати[14];
- У фільмі «Багатенький Річі (Richie Rich)» аналогічно горі Рашмор були висічені голови сім'ї Річі на скелі в родинному маєтку, яка також була вибрана як місце таємного сховку сім'ї Річі[15];
- У грі Цивілізація 4 Гора Рашмор є національним чудом, при його звершенні знижується втомлюваність населення держави від воєнних дій.

## Галерея

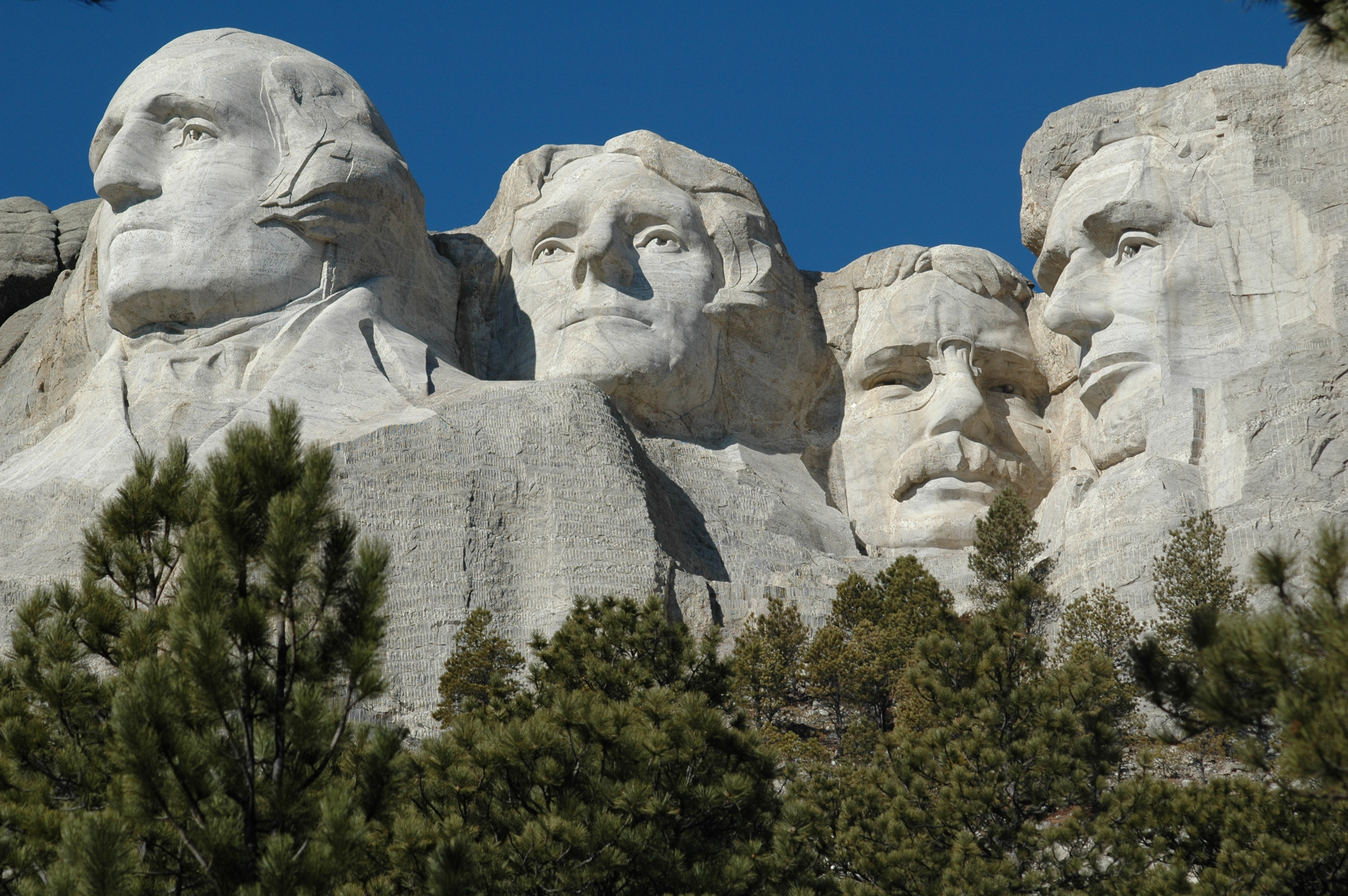
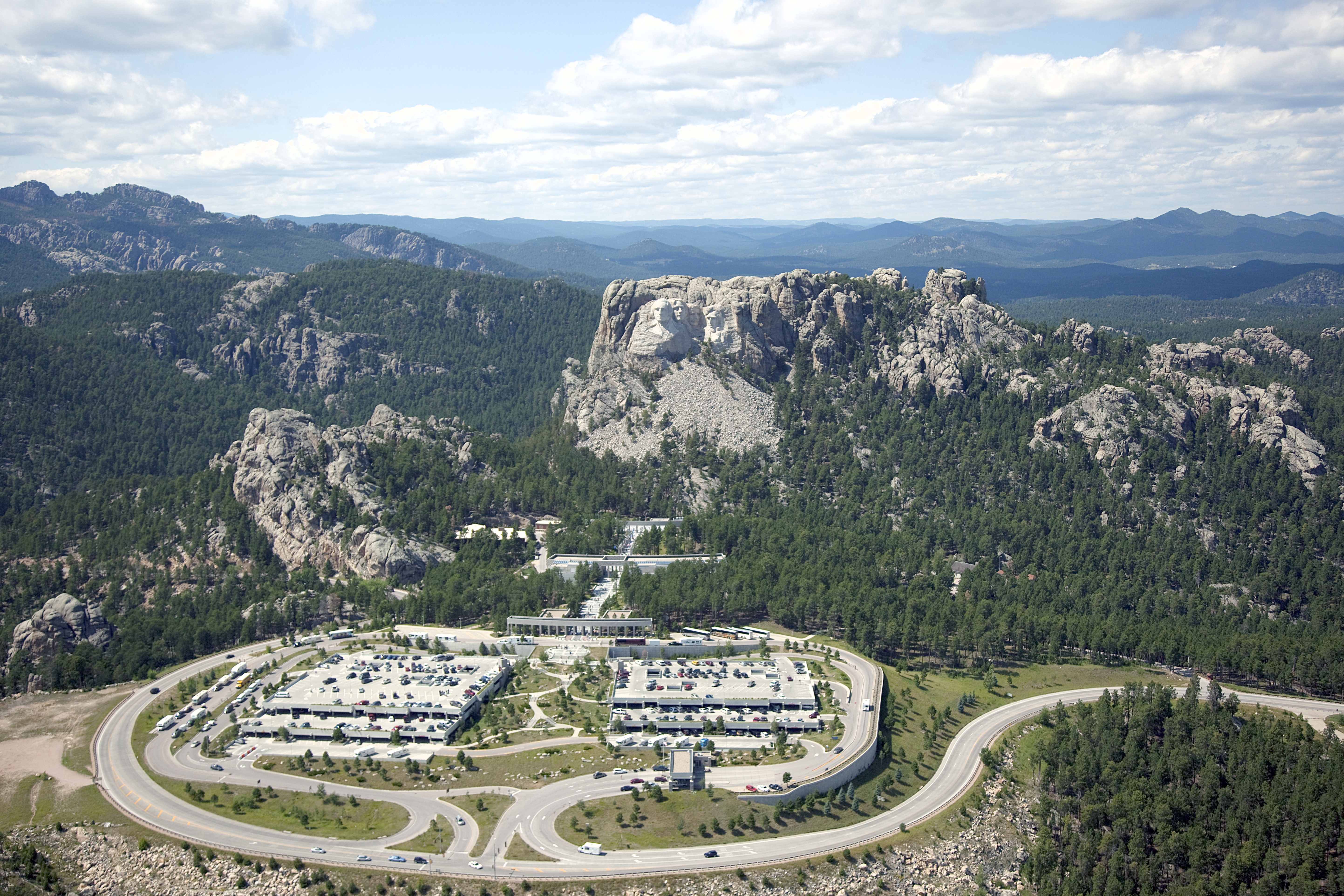
Вид на меморіал з повітря
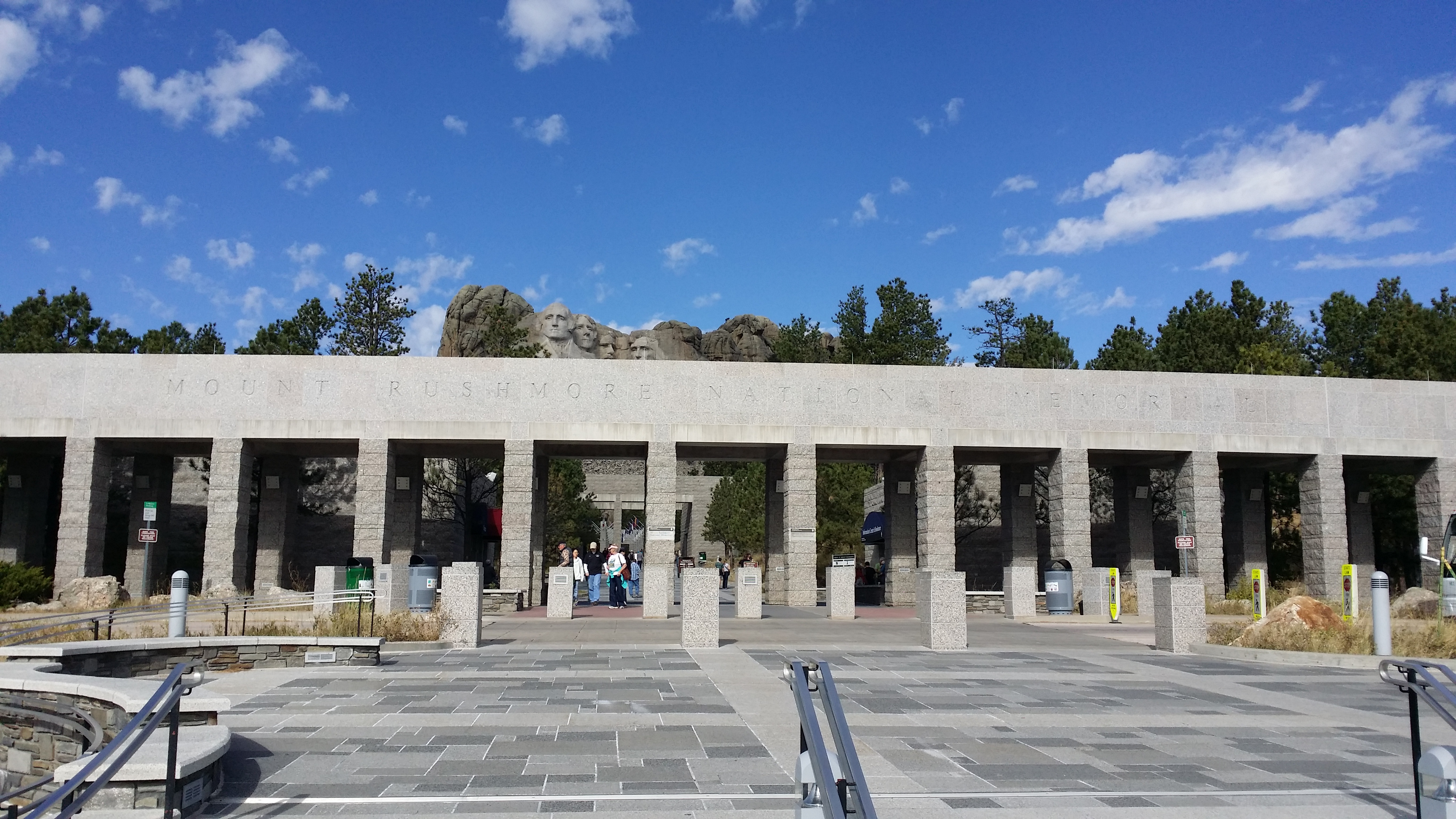
Вхід до меморіалу
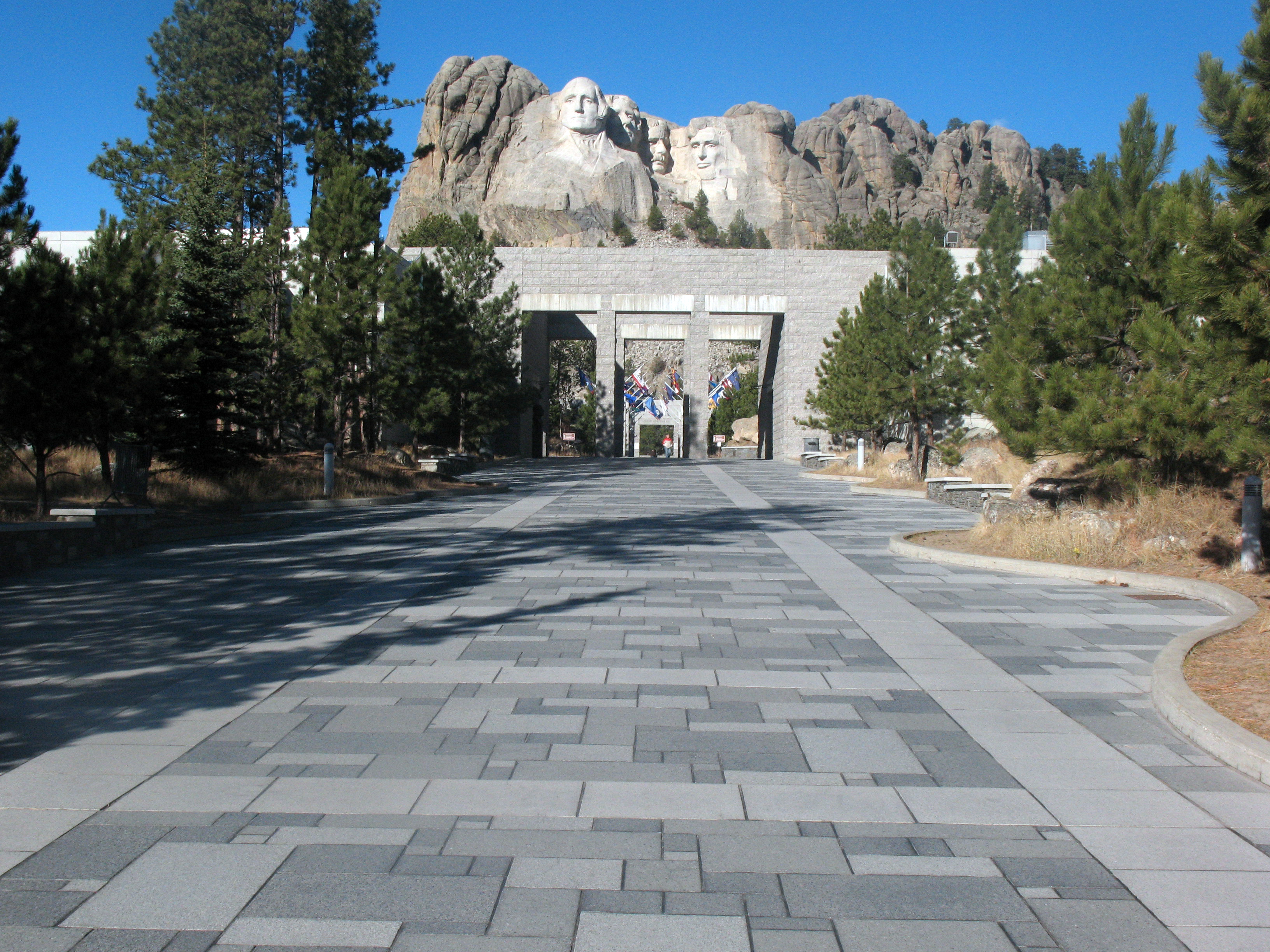
Перед Алеєю Прапорів
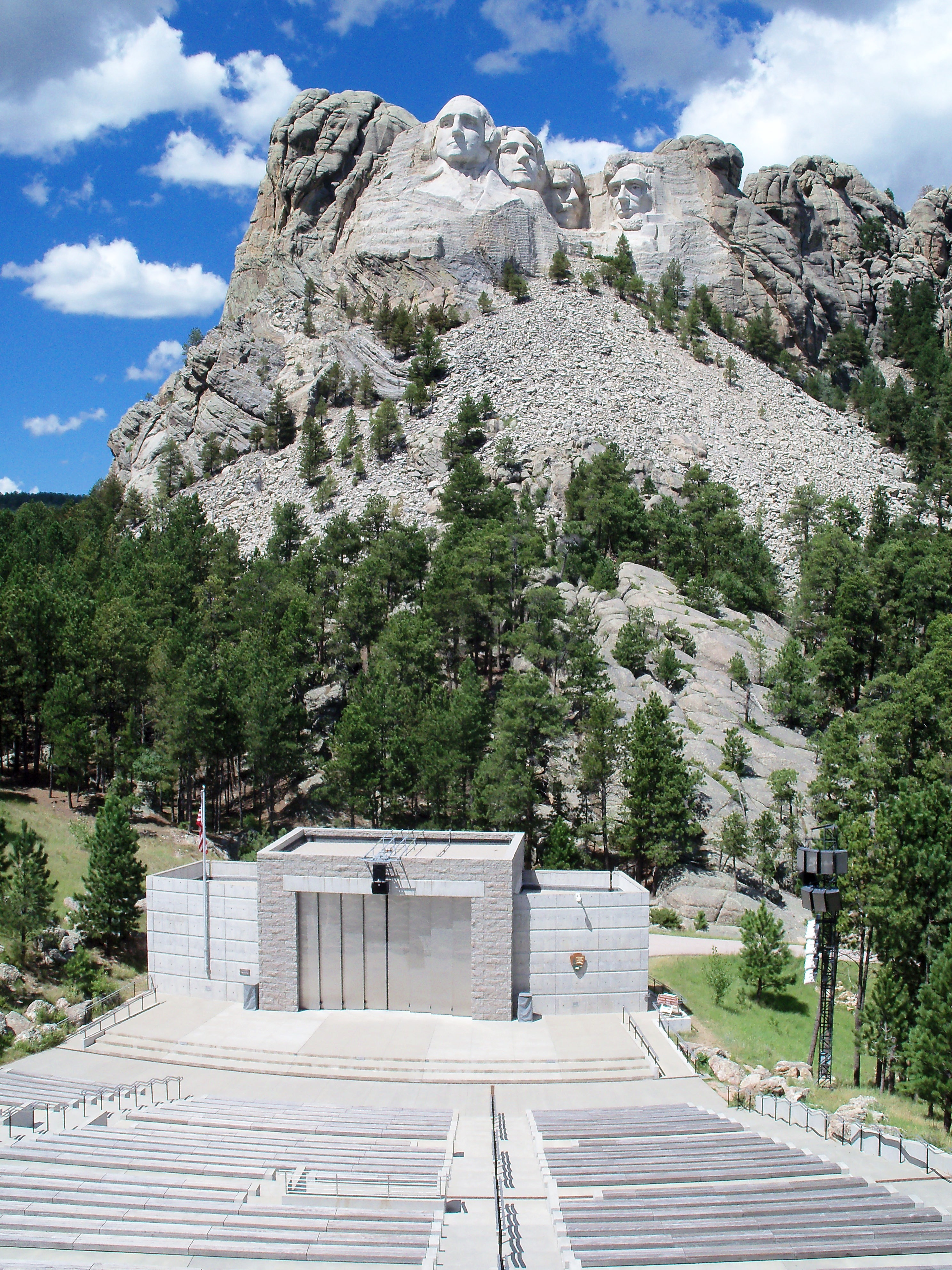
Амфітеатр
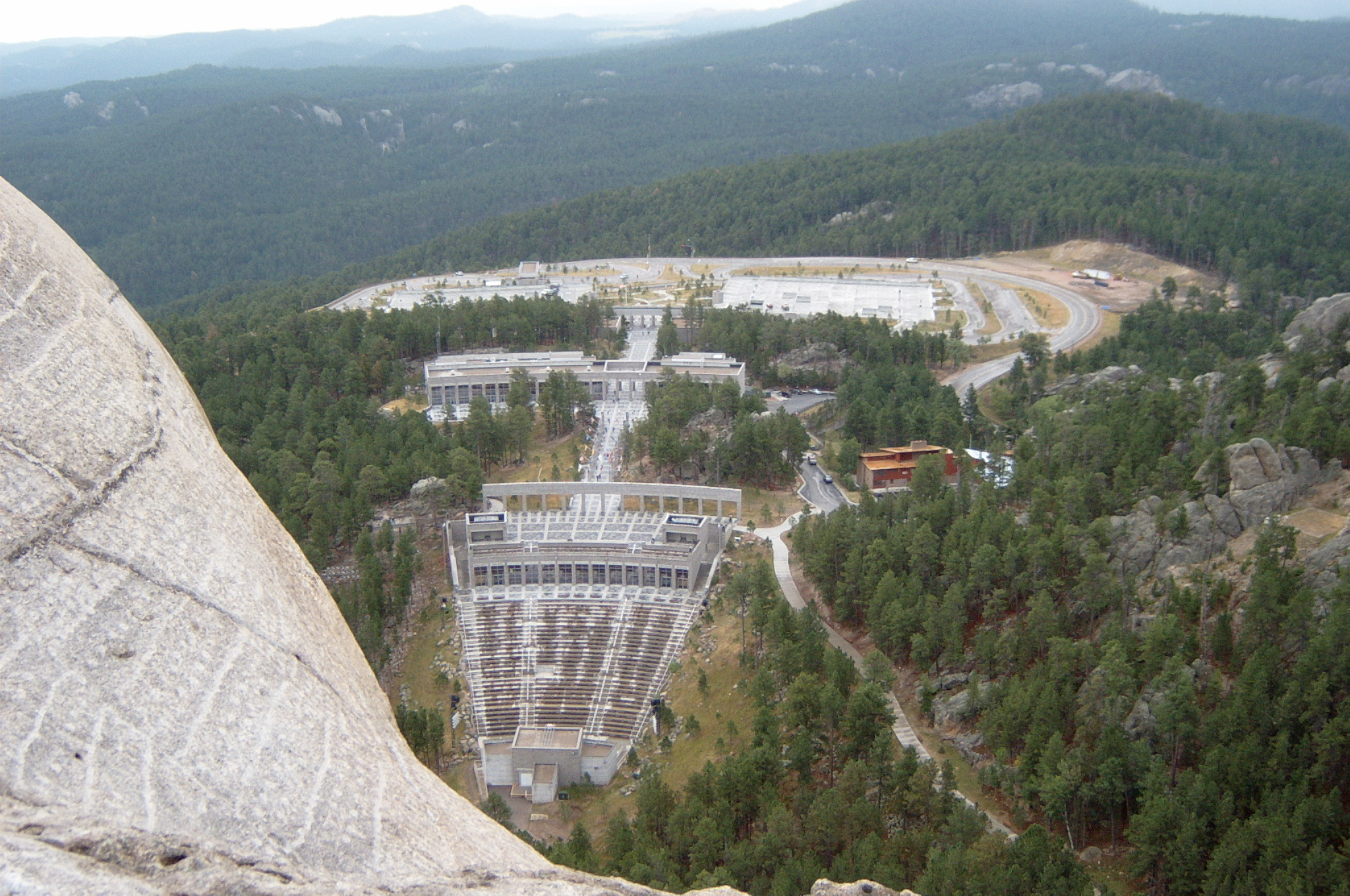
Амфітеатр з протилежного боку
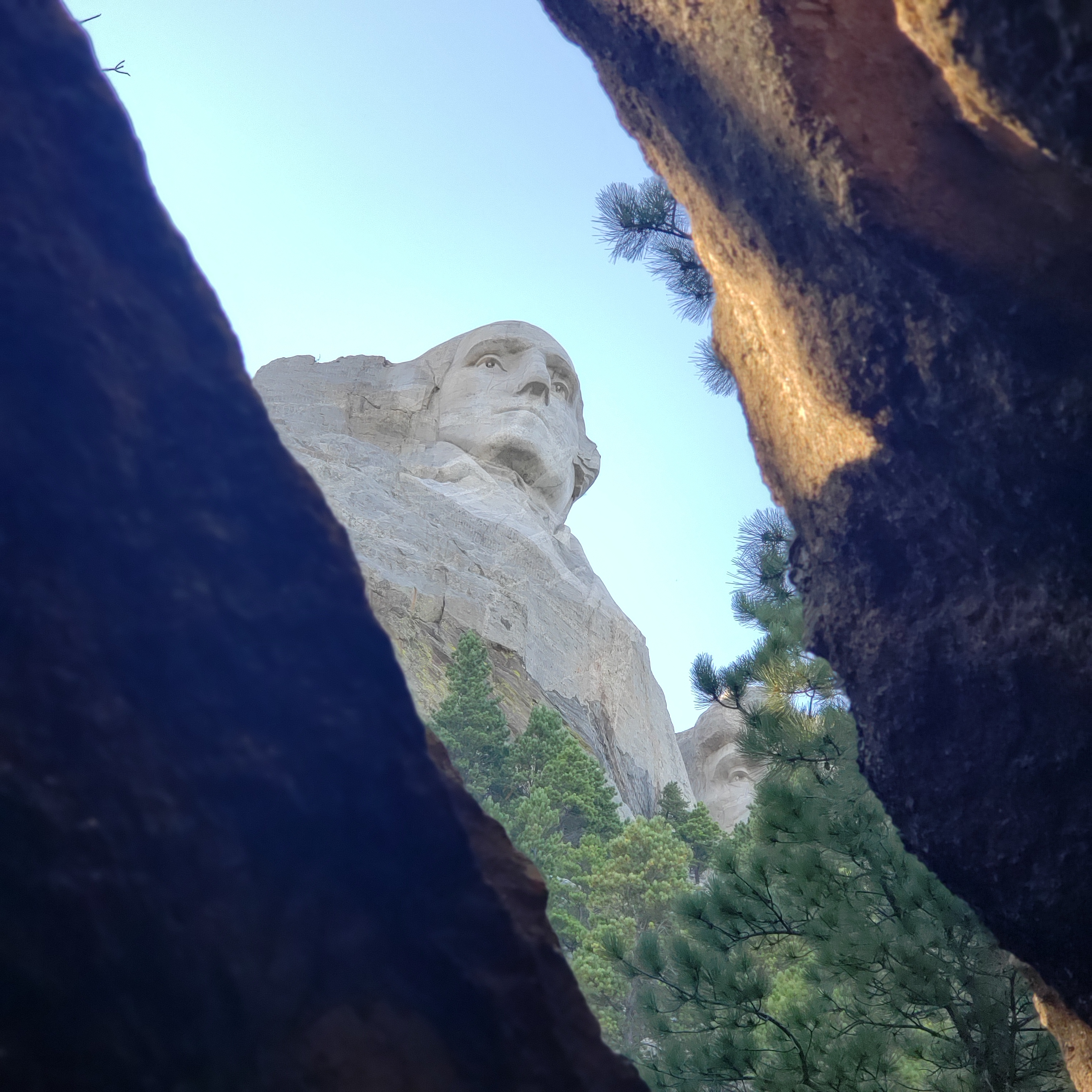
Вид з Президентської стежки
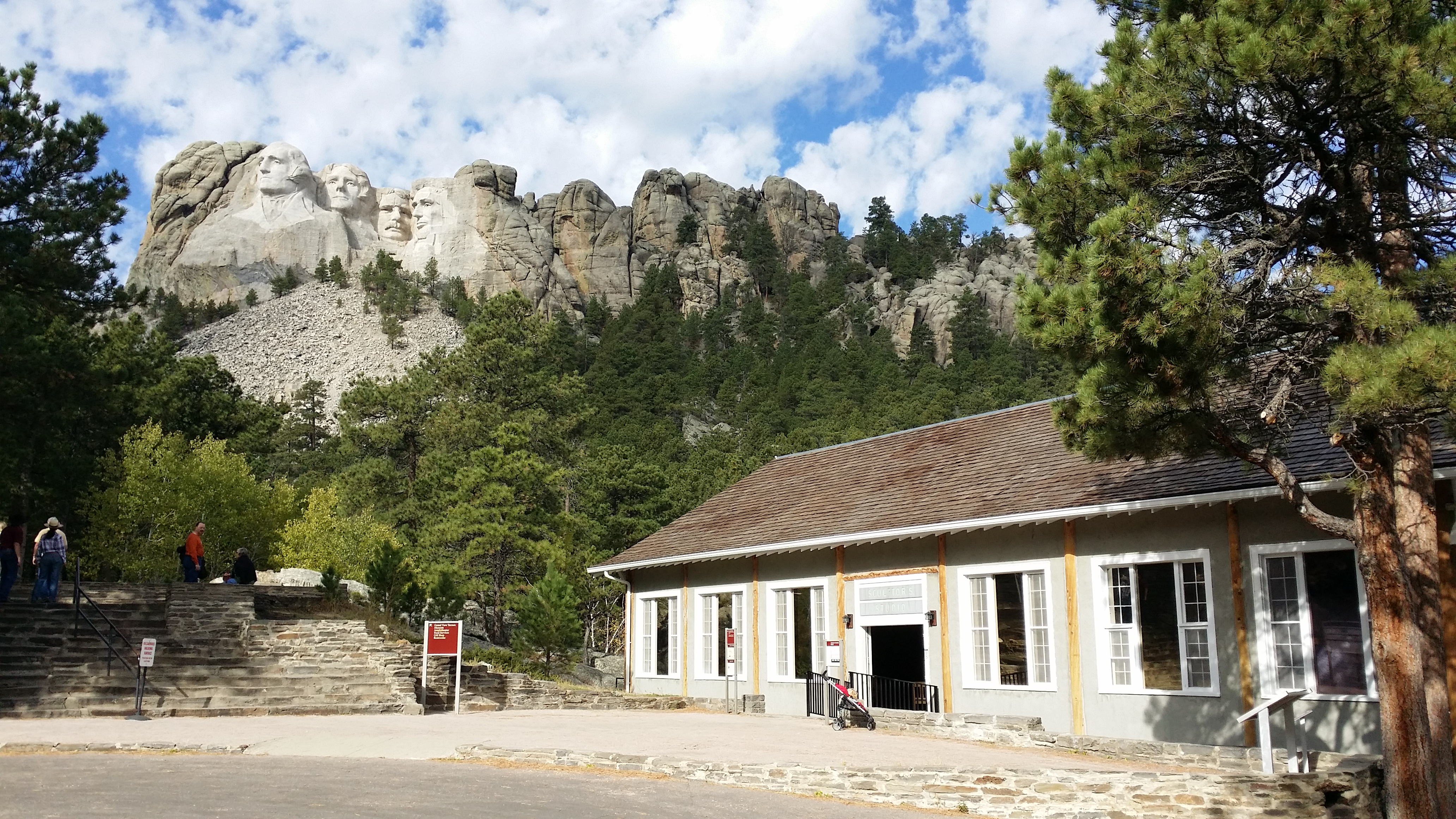
Студія Гатзона Борглума
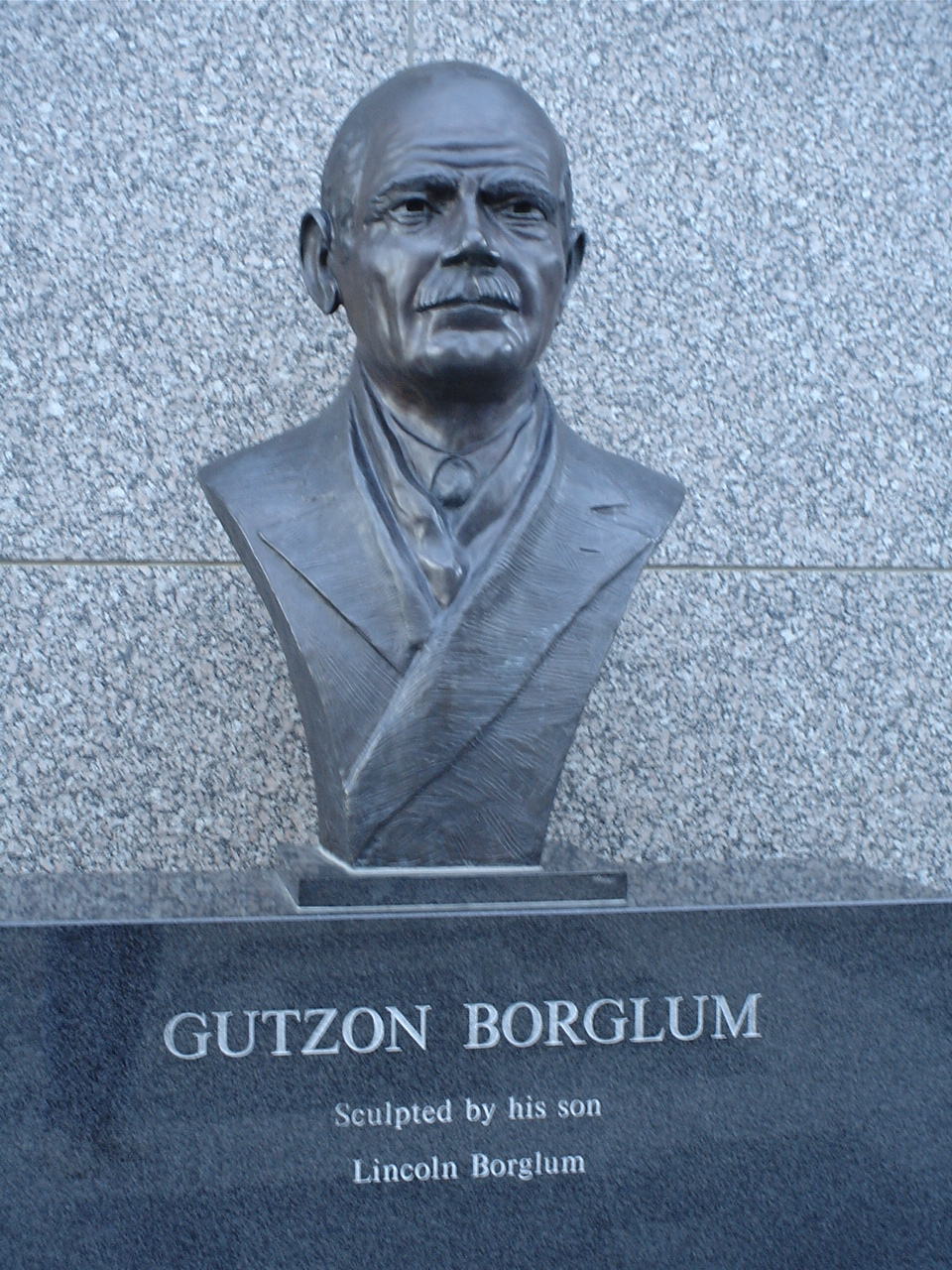
Бюст Гатзона Борглума
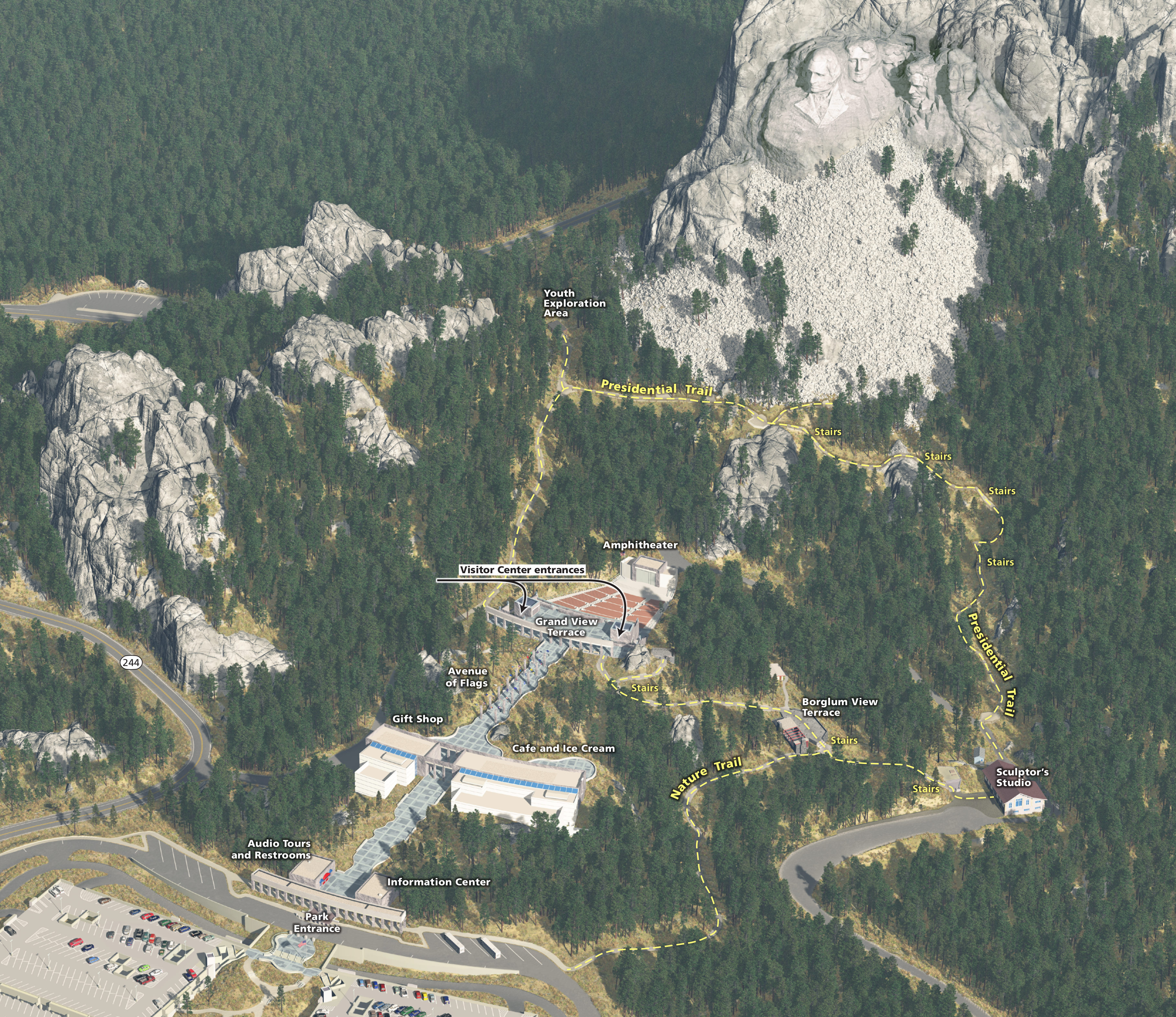
Схема меморіалу